# Werner J. Egli
Werner J. Egli (* 5. dubna 1943 Lucern, Švýcarsko) je švýcarský spisovatel. Jeho první díla byly úspěšné thrillery a westerny. Dnes jsou jeho knihy pro děti i romány pro dospělé překládány do mnoha jazyků.

## Životopis
Základní a střední školu absolvoval v rodném Lucernu. Následně se vyučil pozitivním retušérem a několik let pracoval jako grafik a textař ve studiu Max Koch v Lucernu. Během této doby začal psát. Jeho prvními díly byly úspěšné thrillery a westerny, které psal pod různými pseudonymy.
V letech 1970 až 1973 byl společně se svou tehdejší přítelkyní a polovičním vlkem Dustym v severní Americe "on the road". O této cestě napsal knihu pro mládež "Heul doch den Mond an", která se stala klasikou a roku 2009 se v revizi objevila v literárním nakladatelství Kyrene v Innsbrucku a Vídni.
Po návratu do Evropy napsal svůj první román pro dospělé. "Im Sommer als der Büffel starb" získal v roce 1973 v evropských německy mluvících zemích velkou pozornost a stal se bestsellerem. Následovaly ho další historické romány, které byly publikovány v nakladatelstvích Bertelsmann a Scherz.
Od roku 2008 publikoval své romány v nakladatelství Kyrene, kde se předčasně objevily knihy "Without A Horse" a "Blues for Lilly". Většina z jeho knih pro děti od dvanácti let byla zveřejněna ve Verlag Carl Ueberreuter. Texty jeho knih jsou ironické, kousavé, většina z nich se zakládá na hlubším významu.
V současnosti žije v Curychu, ve Freudenstadtu a v Tucsonu.

## Ocenění
- 1980 – Friedrich-Gerstäcker-Preis za "Heul doch den Mond an"
- 1988 – Preis der Leseratten
- 1994 – Komisař ocenění knih pro mládež od senátu Berlín
- 1999 – Steirische Leseeule
- 2002 – Nominace na Hans-Christian-Andersen-Preis
- 2003 – Elmer Kelton Award – Německá asociace pro studium Westernu (GASW)
- 2003 – Zlatá Lufti za "Schrei aus der Stille"
- 2004 – Lasertopia Literární Cena
- 2005 – Polární Medvěd

## Díla

### Přeloženo do češtiny
- 1999 – V zajetí bílé pustiny ("Nur einer kehrt zurück")
- 2000 – Konec škorpiona ("Die Stunde des Skorpions")
- 2001 – Volání vlka ("Der Ruf des Wolfs")
- 2002 – Šepot koní – Nejkrásnější příběhy o koních ("Pferdegeflüster Die schönsten Pferdegeschichtem")

### Jiná díla

#### Pro děti a mládež
- Wenn ich Flügel hätte (1982)
- Bis ans Ende der Fährte (1984)
- Samtpfoten auf Glas (1985)
- Der schwarze Reiter (1987)
- Das Geheimnis der Krötenechse (1988)
- Das Gold des Amazonas (1988)
- Martin und Lara (1988)
- Schnee im Sommer (1989)
- Die Rückkehr des Kirby Halbmond (1990)
- Die Spur zum Yellowstone (1990)
- Der Fremde im Sturm (1991)
- Ein Stern im Westen (1991)
- Jamaica Charlie Brown (1992)
- Novemberschatten (1992)
- Tarantino (1992)
- Der Adler und sein Fänger (1993)
- Zurück zum Red River (1993)
- Die Fort Mohawk-Saga (1994)
- Ein Mann namens Lederstrumpf: im Tal des Ohio (1994)
- Nacht der weißen Schatten (1995)
- Verrat am Ohio River (1995)
- Das Regenpferd (1996)
- Gefährliche Freundschaft (1997)
- Rosys Liebe (1997)
- San Antonio Blues (1997)
- Feuer im Eis (1998)
- Tunnelkids (1999)
- Schrei aus der Stille (2000)
- Blues für Lilly (2001)
- Das Geheimnis der Krötenechse (2001)
- Wilder Fluss (2001)
- Aus den Augen, voll im Sinn (2002)
- Die Schildkrötenbucht (2002)
- Westlich der Blue Mountains / Clarissa, Gefangene der Shawnee (2002)
- Irgendwo am Rande der Nacht (2003)
- Der Pakt der Blutsbrüder (2004)
- Der letzte Kampf des Tigers (2005)
- Im Bannkreis des grünen Jaguars (2006)
- Flucht aus Sibirien (2007)
- Kämpfe oder stirb auf Raten (2008)
- Black Shark (2009)
- Der erste Schuss (2010)
- Dream Road (2011)
- Martin und Lara (Neufassung 2011)
- Der Schrei des Leoparden (2012)

##### Dvoudílné
- Heul doch den Mond an (autobiografická – 1978)
- Der Schatz der Apachen (1980) (revidováno pod názvem "San Antonio Blues" v roce 1997)

##### Třídílné
- Im Mond der Wölfe (1998)
- Die Rückkehr zur Erde (2000)
- Aufbruch ins Niemandsland (2002)

#### Pro mladistvé
- Im Sommer als der Büffel starb (1974)
- Als die Feuer erloschen. Der Untergang der Nez Percé-Indianer. Roman. (1977; s bibliografií)
- Die Siedler (1983)
- Die Nacht als der Kojote schwieg (1986)
- Das Land ihrer Träume (1988)
- Der letzte Kampf des Tigers (2005)
- Without A Horse (2006)
- Blues für Lilly (nová verze) (2008)